# Inverse Ninjas VS. The Public Domain
Inverse Ninjas VS. The Public Domain is een computerspel uit 2023, ontwikkeld door Trainwreck Studios. In dit spel neemt de speler de rol aan van een personage dat zich in het Amerikaanse publieke domein bevindt en moet hij ninja's uitschakelen. Het spel trok de aandacht van de media omdat het een van de eerste creatieve werken was in 2024 die gebruikmaakte van Mickey Mouse, nadat een vroege versie van het personage in het publieke domein viel in de Verenigde Staten.

## Speelbare personages
- Sun Wukong: bekend uit de Chinese roman De reis naar het westen uit de zestiende eeuw, geschreven door Wu Cheng'en.

- Alice Liddell: bekend van Alice's Adventures in Wonderland uit 1865 en Through the Looking-Glass uit 1871 van Lewis Carroll. Hoewel het personage Alice uit de boeken geen achternaam heeft, is de naam gebaseerd op de echte Alice Liddell, op wie Carroll zijn boeken heeft gebaseerd.

- Sherlock Holmes: afkomstig uit de boeken en verhalen, uitgebracht van 1887 tot 1927, van Arthur Conan Doyle.

- Felix de Kat: bekend van meerdere tekenfilms beginnend met Feline Follies uit 1919 bedacht door Pat Sullivan of Otto Messmer.[4]

- Winnie de Poeh: bekend uit het boek Winnie-the-Pooh uit 1926 van A.A. Milne.

- Mickey Mouse: bekend van Walt Disney en Ub Iwerks' tekenfilm Steamboat Willie uit 1928. Dit personage werd toegevoegd in januari 2024, toen het in het Amerikaanse publieke domein viel.

- Dan Backslide: bekend uit Chuck Jones' korte tekenfilm The Dover Boys at Pimento University uit 1942. Aangezien het auteursrecht van de film niet werd verlengd, verviel het in het publiek domein. Er is aangekondigd dat dit personage op een later tijdstip zal worden toegevoegd.[5]

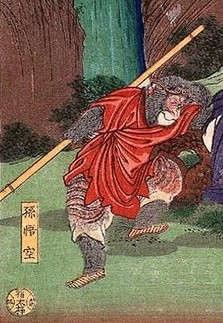
Sun Wukong
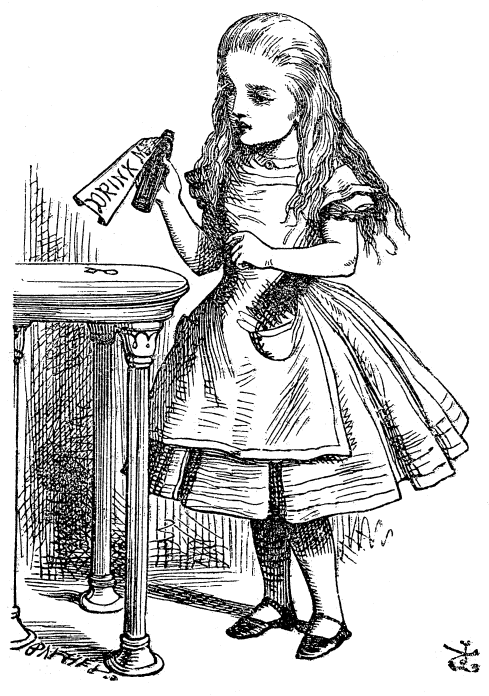
Alice
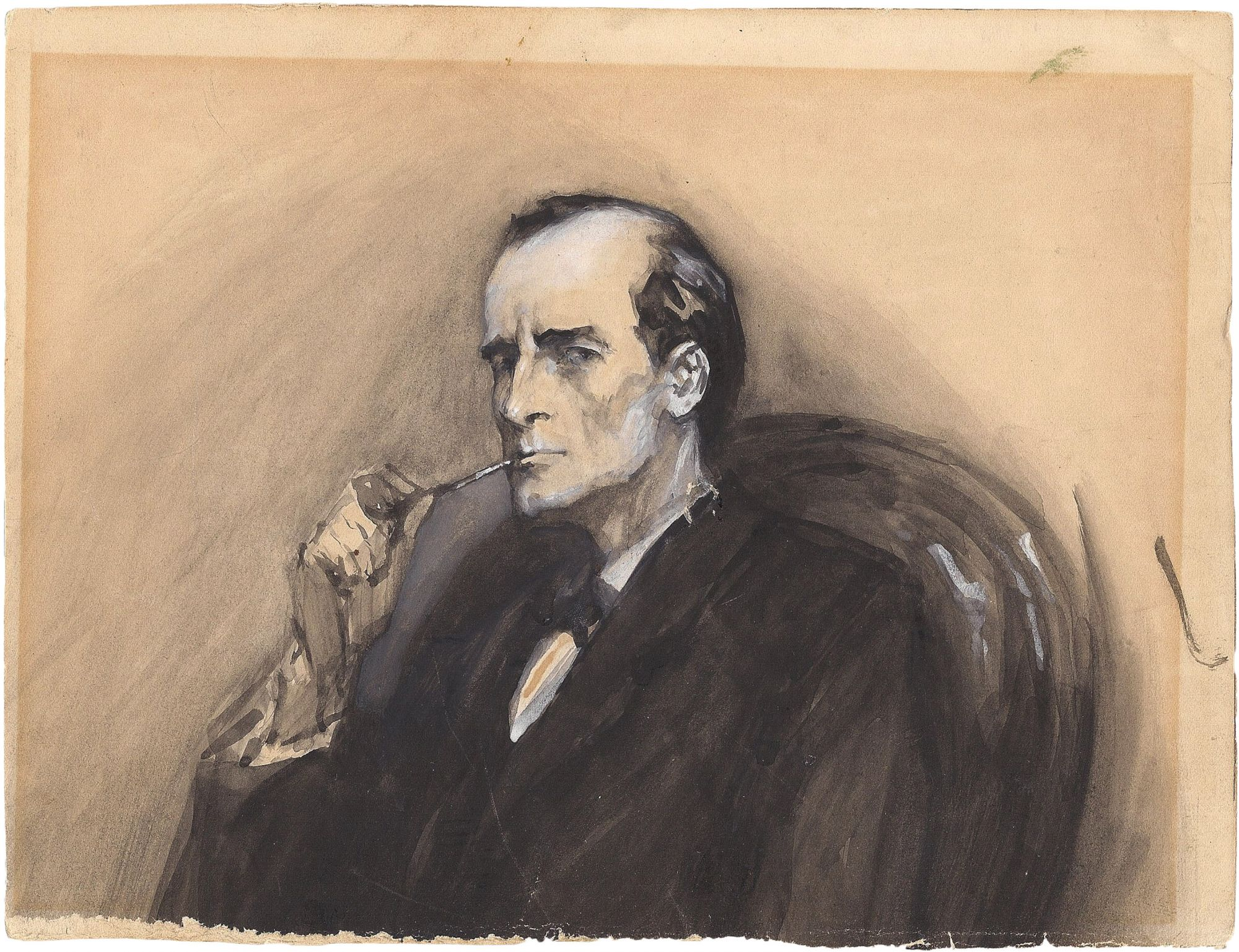
Sherlock Holmes
Felix de Kat
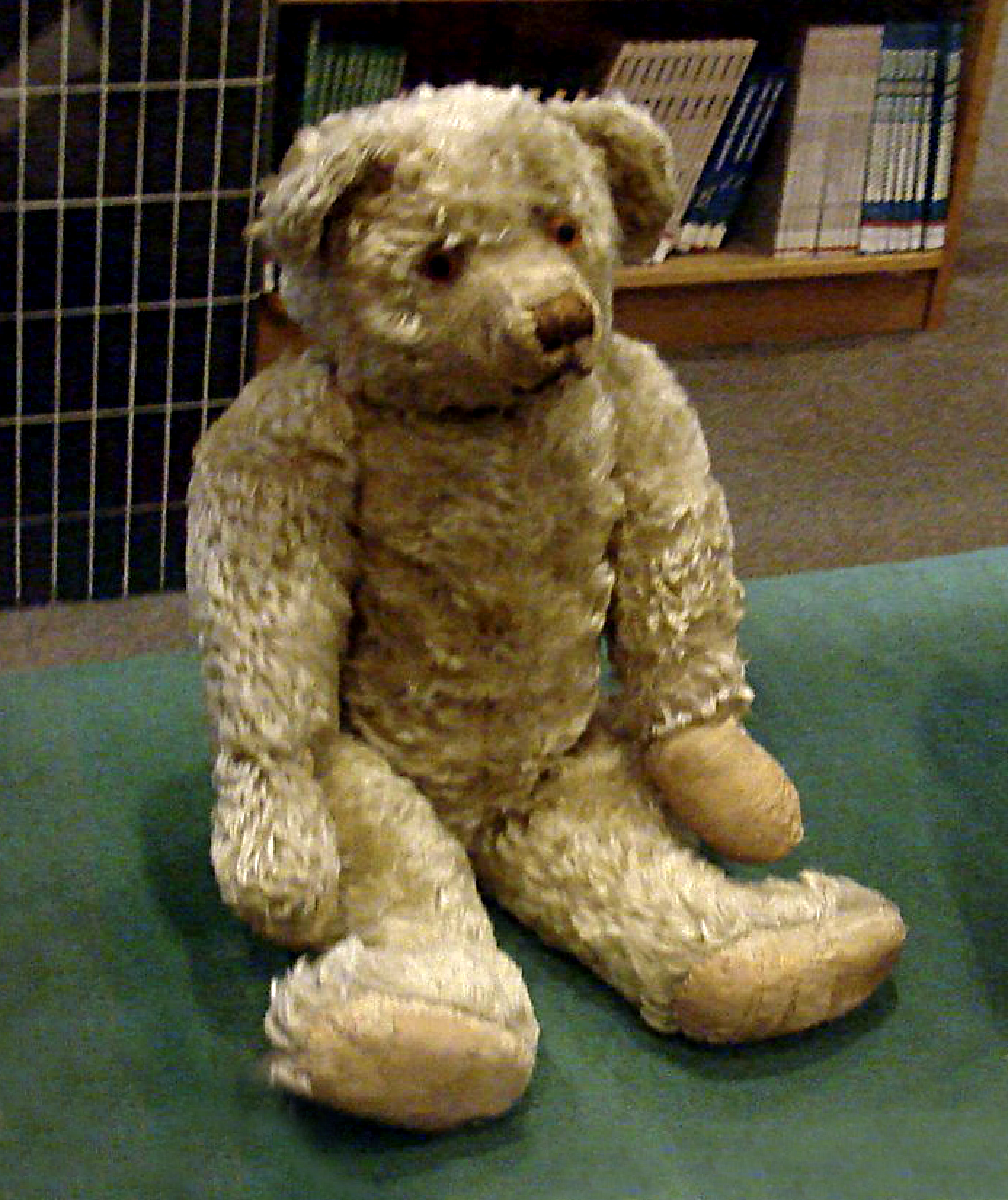
Winnie de Poeh
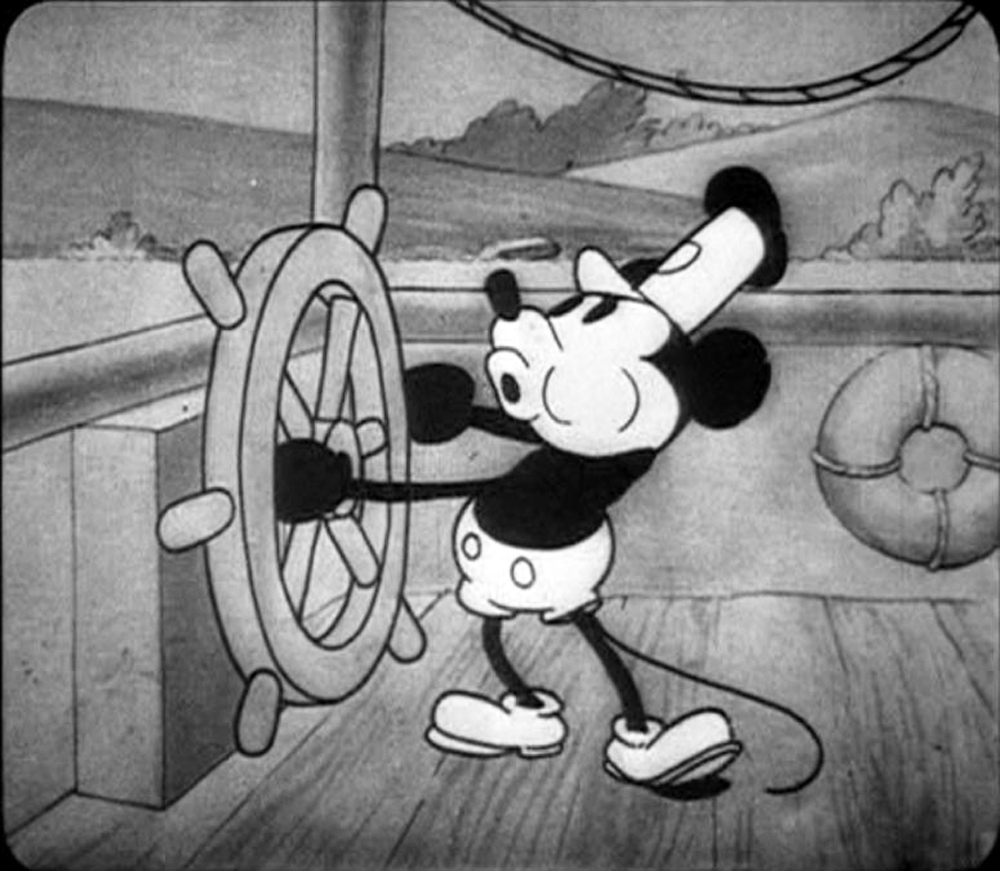
Mickey Mouse
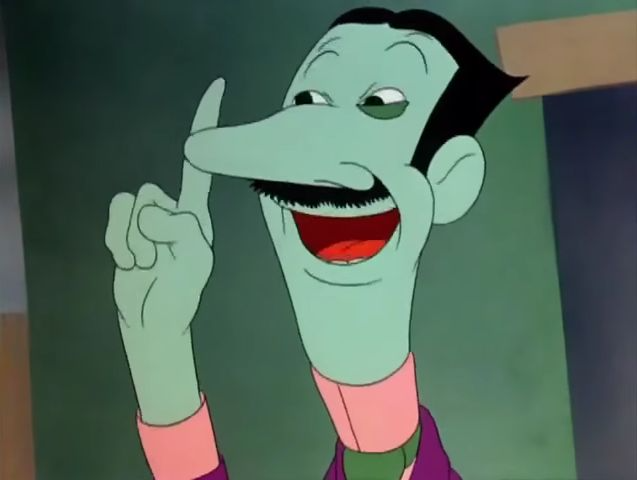
Dan Backslide